# Левонен, Василий Леонтьевич
Василий Леонтьевич Левонен (фин. Vaseli Levonen), также известен как Укки Вяйнямёйнен (фин. Ukki Väinämöinen; 16 августа 1855, Тунгуда, Архангельская губерния, Российская Империя — 11 января 1942, Вуокатти, Финляндия) — карельский и финский общественный деятель. В 1921 году возглавил Карельское восстание против Советской России. Формально стоял во главе повстанческих сил на протяжении Второй советско-финской войны.

## Биография

### Ранние годы
Василий Леонтьевич Левонен родился под фамилией Сидоров в Беломорской Карелии, в деревне Тунгуда, в 1855 году. Во время Русско-турецкой войны 1877—1878 годов он сражался в российских финских частях.

### Антисоветское восстание
Левонен получил широкую известность, будучи избранным в качестве лидера «лесных партизан» (фин. «metsäsissit») — карельской националистической партизанской организации, сформировавшейся в поздние годы Гражданской войны в России на территории учрежденной большевиками Карельской трудовой коммуны. Василий Левонен был непримиримым противником большевизма, ревностным христианином и убеждённым антикоммунистом. Кроме того, он пользовался большой популярностью среди карел. Левонен был невысок, коренаст и имел длинную бороду, напоминая карельским крестьянам былинного героя карельского эпоса «Калевала» — богатыря Вяйнямёйнена. Так появился его псевдоним — Укки (Дедушка) Вяйнямёйнен.
К концу декабря 1921 года повстанческие силы во главе с Укки Вяйнямёйненом, поддерживаемые финскими добровольцами, контролировали значительную часть Северо-Восточной Карелии, и лишь тогда советское руководство приняло решение об образовании Карельского фронта во главе с А. И. Седякиным, куда были переброшен ряд подразделений РККА численностью до 20 тыс. человек. К середине февраля 1922 года, когда красными был занят последний оплот восставших — село Ухта — сопротивление карело-финнов было окончательно сломлено. Восставшие, среди которых был и Василий Левонен, ушли в Финляндию.
Вскоре после бегства в Финляндию Василий Левонен потерял зрение. На протяжении последних 20 лет жизни был слепым. Умер в 1942 году.